# Гельмут Реншлер
Гельмут Реншлер (нім. Helmut Renschler; 18 квітня 1920, Біттерфельд — 5 листопада 1999, Бад-Гомбург) — німецький офіцер, доктор медицини, гауптман резерву вермахту (1 серпня 1944). Кавалер Лицарського хреста Залізного хреста з дубовим листям.

## Біографія
У 1939 році призваний в армію як офіцер резерву. Учасник Французької кампанії. З травня 1941 року служив у 1-му дивізіоні 5-го артилерійського полку. З червня 1941 року брав участь у Німецько-радянській війні. З лютого 1944 року — командир 2-ї батареї свого полку. Відзначився в боях рід Ковелем, а в 1945 році — на Віслі. У травні 1945 року здався американським військами на схід від Віттенберга.

## Нагороди
- Залізний хрест
  - 2-го класу (27 червня 1941)
  - 1-го класу (15 жовтня 1941)
- Нагрудний знак «За поранення» в сріблі
- Штурмовий піхотний знак в сріблі
- Медаль «За зимову кампанію на Сході 1941/42» (19 серпня 1942)
- Німецький хрест в золоті (24 листопада 1942)
- Лицарський хрест Залізного хреста з дубовим листям
  - лицарський хрест (15 травня 1944)
  - дубове листя (№ 770; 11 березня 1945)